# 維基百科圖書館
維基百科圖書館是維基百科編輯的資源，它提供對各種數字出版物的免費訪問，以便他們在編輯百科全書時可以查閱和引用這些內容。60多家出版商已與維基百科圖書館合作，以提供對其資源的訪問：當ICE Publishing 於2020年加入時，一位發言人說：“通過讓維基百科編輯免費訪問我們的內容，我們希望進一步研究社區的資源——創建和更新關於土木工程的維基百科條目，每月有成千上萬的讀者閱讀。”

## 外部連結
- 維基百科圖書館 （页面存档备份，存于）